# فيليسيتي جونسون
فيليسيتي جونسون (بالإنجليزية: Felicity Johnson) هي دراجة أسترالية، ولدت في 30 مايو 1971 في كانبرا في أستراليا.

## روابط خارجية
- فيليسيتي جونسون على موقع Paralympic.org (الإنجليزية)
- فيليسيتي جونسون على موقع اتحاد ألعاب الكومنولث (مؤرشف) (الإنجليزية)